# La Fin de la nuit
Pour le film indien, voir La Fin de la nuit (film).
La Fin de la nuit est un roman de François Mauriac publié en 1935 aux éditions Grasset. Il retrace la fin de la vie de l'héroïne Thérèse Desqueyroux.

## Résumé
Quinze années après avoir fait l'objet d'un non-lieu à la suite de la tentative d'empoisonnement de son époux, Thérèse Desqueyroux a fui la maison familiale de Saint-Clair et vit dans l'anonymat que confère la capitale parisienne. Seule, hantée par ce qu'elle est et ce qu'elle a commis, elle se hait d'avoir moins de courage pour mettre fin à ses jours qu'elle n'en a eu pour attenter à ceux de son époux.
Cette douloureuse introspection est interrompue par l'arrivée inopinée de sa fille unique de dix-sept ans, qui cherche à se rapprocher de Georges Filhot, étudiant à Paris, dont elle est amoureuse. La jeune fille n'a pas vu sa mère depuis trois ans et n'a jamais connu les raisons précises de son éloignement et de sa disgrâce. Elle-même en opposition à son oppressante famille paternelle au sujet de son union avec Georges, Marie s'identifie à sa mère et espère trouver en elle un soutien. Thérèse se dit prête à renoncer aux biens qu'elle possède pour l'aider. Secrètement, c'est sa mort qu'elle envisage. Thérèse propose d'inviter Georges à dîner le lendemain soir pour lui exposer leur plan. 
Georges est fasciné par la mère de sa promise. De son côté, Thérèse, consciente de son emprise sur le jeune homme, ne peut résister au désir de lui plaire. Un soir, il lui avoue sa passion. Thérèse lui fait quand même promettre de rester fidèle à Marie. Georges décide de mettre un terme à sa relation avec Marie. Cette dernière tient sa mère pour responsable et veut l'affronter. Entre-temps, Thérèse a sombré dans la paranoïa. Marie trouve sa mère délabrée ; l'envie d'en découdre laisse place à l'empathie. Elle la ramène au domaine familial de Saint-Clair où elle reçoit un accueil indifférent des autres membres de la famille. Elle souffre de crises d'étouffement et sa mort prochaine devient une évidence qui arrange tout le monde. Marie revoit Georges, seule une première fois, puis en présence de sa mère. Cette dernière tait ce qu'elle voudrait dire au jeune homme et met sa passion de côté pour tenter de réunir les jeunes gens. À cet instant, de toute évidence, la mort de l'héroïne est toute proche.

## Analyse de l'œuvre
Dans la préface, l'auteur indique n'avoir pas voulu donner une suite au roman Thérèse Desqueyroux paru en 1927 et dont on retrouve l'héroïne dans les nouvelles Thérèse chez le docteur et Thérèse à l'hôtel parues en 1933. Pourtant l'action se situe dans le droit fil de Thérèse Desqueyroux, quinze ans après, et se solde par la mort de l'héroïne, mettant un terme au personnage qui a longtemps hanté Mauriac. L'action se situe à Paris mais prend racine dans la lande natale de l'auteur, qui est la source essentielle de son œuvre. Thérèse quitte l'Aquitaine pour Paris, comme l'a fait lui-même le jeune Mauriac. Tout au long du roman, Thérèse souffre essentiellement de sa grande lucidité et de sa vivacité d'esprit, prise en tenaille entre la volonté d'aider sa fille et ce qui la pousse à vivre et à séduire encore. Après tout, celle qui est présentée comme une vieille femme tout au long du roman, n'a qu'une petite quarantaine d'années.

## Éditions
- La Fin de la nuit, éditions Grasset, 1935
- Œuvres romanesques et théâtrales complètes, tome III, coll. « Bibliothèque de la Pléiade », éditions Gallimard, 1981  (ISBN 2070109909)

## Adaptations
Le roman a été adapté à deux reprises pour la télévision : par Albert Riéra dans le téléfilm La Fin de la nuit, avec Emmanuelle Riva et Rachel Cathoud dans les rôles principaux de Thérèse et Marie Desqueyroux respectivement, diffusé en 1966 ; puis par Lucas Belvaux dans le téléfilm La Fin de la nuit, avec Nicole Garcia et Louise Bourgoin dans les rôles principaux, diffusé en 2017.